# Мішана (птах)
Мішана (Zimmerius villarejoi) — вид горобцеподібних птахів родини тиранових (Tyrannidae). Ендемік Перу.

## Опис
Довжина птаха становить 10-10,5 см, вага 6-7 г. Верхня частина тіла оливкова, крила чорнуваті з оливковим відтінком, края крил жовті. Нижня частина тіла переважно оливкова, живіт і нижні покривні пера хвоста жовті. Дзьоб знизу рожевуватий.

## Поширення і екологія
Мішани поширені в двох районах на півночі Перу: в долинах річок Майо і Уайяґа в регіоні Сан-Мартін та в долині річки Нанай в регіоні Лорето. Вони живуть в сухих тропічних лісах, що ростуть на піщаних ґрунтах. Зустрічаються на висоті від 110 до 1100 м над рівнем моря. Живляться комахами і дрібними плодами, особливо омелою Oryctanthus alveolatus

## Збереження
МСОП класифікує цей вид як вразливий. За оцінками дослідників, популяція мішан становить від 3500 до 15000 птахів. Їм загрожує знищення природного середовища.